# In God's Country
In God's Country è un brano musicale del gruppo rock irlandese degli U2, pubblicato come singolo nel 1987, estratto come quarto singolo dell'album The Joshua Tree. Bono ha dichiarato che inizialmente aveva progettato che la canzone parlasse dell'Irlanda, ma alla fine si è trovato a scrivere un brano sugli Stati Uniti d'America.
In God's Country è stato pubblicato come singolo in Canada e negli U.S.A.. Il video è meno noto rispetto a quelli degli altri singoli dell'album. Esso appare nel documentario Outside it's America, registrato dalla band durante le prime cinque settimane del Joshua Tree Tour nel sud-ovest dell'America, nel 1987.
La canzone appare anche nell'altro documentario degli U2, Rattle and Hum, ma il testo differisce in un verso.

## Tracce
1. In God's Country – 2:57
2. Bullet the Blue Sky – 4:32
3. Running to Stand Still – 4:20

## Formazione

### U2
- Bono - voce, chitarra acustica
- The Edge - chitarra, cori
- Adam Clayton - basso
- Larry Mullen Jr. - batteria, percussioni